# العطف (ولاية غرداية)
العطف أو تاجنينت هي مدينة أثرية جزائرية، تأسست بعد سقوط الدولة الرستمية عام 296 هـ حيث قام الإباضية بعد سقوط دولتهم بتأسيس أول مدينة لهم وهي العطف، حيث أسسها خليفة بن أبغور سنة 402 هـ/1012 م في شمال الصحراء الجزائرية، وذلك لضرورات أمنية.
تنتمي إدارياً لولاية غرداية وسط الجزائر وتبعد 600 كلم عن العاصمة. وهي أقدم مدينة من سبعة مدن تقع ضمن وادي ميزاب وهي العطف، بنورة، مليكة، بني يزقن، وغرداية، وبريان ومدينة القرارة.
و ما تزال العطف أحد أهم مراكز الإباضية. كما يوجد بها ثلاث مكتبات رئيسية تحتوي على مخطوطات الإباضية وهي مكتبة مسجد ابي سالم(دار إروان) ومكتبة البكري ومكتبة النهضة. وما يزال قصر تاجنينت الذي تأسس عام 1012 هـ قائما بها.

مسجد سيدي إبراهيم
مسجد سيدي إبراهيم

من أعلام العطف  المولود عام 1170 هـ/1756م
تعرضت العطف في أول يوم من أيام عيد الفطر في أكتوبر 2008 إلى فيضانات أدت أضرار مادية جسيمة ولا توجد وفيات في العطف

## قراءة إضافية
- الإدارة الذاتية عند أتباع المذهب الإباضي في بني ميزاب في الجزائر الحياة اللندنية 2005-08-27.